# Mariage du prince Charles et de Diana Spencer
Le mariage du prince Charles de Galles et de Diana Spencer est un mariage princier célébré à la cathédrale Saint-Paul de Londres le 29 juillet 1981.

## Historique
La famille de Diana Spencer est connue de la famille royale britannique depuis plusieurs générations : sa grand-mère maternelle, Lady Fermoy, était une des dames d'honneur de la reine-mère et le prince de Galles eut pendant les années 1970 une brève liaison avec Sarah Spencer, la sœur aînée de Diana. En effet, les amours du prince de Galles ont toujours été le sujet de prédilection d'une certaine presse qui lui a prêté de nombreuses liaisons. Parvenu à la trentaine sans avoir pu épouser la femme qu'il aimait, Camilla Shand, il multipliait les liaisons éphémères. Aussi fut-il quasiment sommé par la reine de se marier.
Pour être acceptée par les membres de sa maison notamment son grand-oncle Lord Mountbatten qui avait arrangé le mariage du prince Philip et de la reine, et ses conseillers, l'éventuelle fiancée se doit d'être d'extraction aristocratique, évidemment célibataire et protestante (une divorcée ou une non protestante étant exclue) car le souverain britannique est également chef de l'Église anglicane. Diana répond à toutes ces exigences.
Présenté comme un conte de fée, le mariage est en fait une mascarade. Castée pour sa jeunesse, son sang bleu et son apparente docilité, Diana Spencer n'est pas préparée et leur rencontre est probablement arrangée lorsque la jeune femme, le 30 juillet 1980, peut admirer Charles à un match de polo à Cowdray Park (en) auquel il participe. Quelques jours avant le mariage, Charles avoue à ses proches être en proie à de sérieux doutes au sujet de cette union avec Miss Spencer qu'il connaît à peine, le couple ne s'étant vu que treize fois entre leur première rencontre et le jour de la cérémonie. Quant à Diana, elle est prête à annuler le mariage car elle s’est rendu compte que Charles lui a menti et qu'il est toujours l'amant de Camilla Parker Bowles, cette dernière étant peu encline à l'épouser pour ne pas subir les contraintes d'une vie officielle dans une famille monarchique. De plus, Lord Mountbatten avait rejeté Camilla Parker Bowles comme prétendante en 1970 en raison de son âge (elle est l'aînée du prince de 16 mois), de son expérience de la vie et de son absence de sang suffisamment aristocratique, ainsi que de son franc-parler.
Le palais de Buckingham annonce les fiançailles le 24 février 1981. La presse fait remarquer que le dernier mariage d'un héritier du trône avec une sujette anglaise remontait à trois cents ans plus tôt lorsqu'en 1659 le futur Jacques II d'Angleterre épousa Anne Hyde. Ce roi de la Maison Stuart avait d'ailleurs été détrôné par son gendre et sa fille qui permirent à leur lointains cousins de la Maison de Hanovre d'accéder au trône britannique parce qu'ils étaient protestants. Le prince de Galles descendait de ces derniers.

## Cérémonie
La cérémonie du « mariage du siècle » (qualifié ainsi par les médias du monde entier) a lieu à la cathédrale Saint-Paul à Londres le mercredi 29 juillet 1981 et est regardée par 750 millions de téléspectateurs. Lady Diana, tout juste âgée de vingt ans, arrive à la cathédrale Saint-Paul avec son père le comte Spencer, dans le carrosse de Verre qui avait servi en 1911 lors du couronnement du roi Georges V. Deux millions de spectateurs sont réunis le long de la route empruntée par le cortège nuptial, au départ de Clarence House. Lady Diana foule le tapis rouge pendant trois minutes et demie, avec une traîne d'environ huit mètres de long. Sa robe de mariée est devenue l'une des plus célèbres au monde et également l'une des plus copiées. Pendant l'échange des vœux, Diana inverse accidentellement les prénoms de Charles, déclarant « Philip Charles Arthur George ». Le vœu d'obéissance à l'homme a été abandonné à la demande du couple, faisant sensation à l'époque.
Au cours de la cérémonie, la soprano néo-zélandaise Kiri Te Kanawa chante l'aria Let the Bright Seraphim (« Laissez les séraphins éblouissants »), extrait de l'oratorio Samson, de Georg Friedrich Haendel, musicien du roi d'Angleterre George Ier au XVIIIe siècle.
Les noces eurent lieu devant 35 000 invités (dont Mrs Parker Bowles et son mari, filleul de la reine-mère) et un milliard de téléspectateurs dans le monde.
Dès son mariage, Diana devient Son Altesse royale la princesse de Galles et, du même coup, la femme de rang le plus élevé au Royaume-Uni, après la reine et la reine-mère.

## Documentaire
En 2004, la chaîne de télévision américaine NBC diffuse aux États-Unis un documentaire « Diana: In her own words » (Diana de vive voix) dans lequel elle commente les nombreux tourments rencontrés par le couple dès le mariage. Ce documentaire provient d'images enregistrées entre 1992 et 1993 par Peter Settelen, le professeur de diction de la princesse. Après une longue bataille de nombreuses actions judiciaires, ce documentaire est diffusé au Royaume-Uni le 4 août 2017.